# Anaspis lucana
Anaspis lucana es una especie de coleóptero de la familia Scraptiidae.

## Distribución geográfica
Habita en Italia.